# Lokotunjailurus
Il lokotunjailuro (gen. Lokotunjailurus) è un mammifero carnivoro estinto, appartenente ai felidi. Visse nel Miocene superiore (circa 7 - 5 milioni di anni fa) e i suoi resti fossili sono stati ritrovati in Africa (Kenya e Ciad).

## Descrizione
Di taglia simile a quella di un piccolo leone, questo carnivoro raggiungeva gli 85 centimetri di statura al garrese. Uno scheletro eccezionalmente completo, appartenente alla specie tipo Lokotunjailurus emageritus, ha messo in luce le principali caratteristiche di questo animale: il corpo era relativamente allungato e sostenuto da arti snelli ma forti, con le parti terminali molto lunghe, mentre la coda era piuttosto corta. Il cranio era più piccolo, in proporzione, rispetto a quello di un leone, e i canini superiori erano molto lunghi e appiattiti lateralmente, come quelli di tutti i felidi dai denti a sciabola (macairodontini). Gli artigli erano più piccoli rispetto a quelli dei grandi felidi attuali, eccezion fatta per il primo dito della zampa anteriore, che era enorme e doveva essere un carattere ben visibile nonostante, in vita, fosse parzialmente ricoperto da pelle e pelo.

## Classificazione
I fossili di questo animale vennero inizialmente ritrovati in Kenya, nel giacimento di Lothagam databile al termine del Miocene; la specie tipo, L. emageritus, venne quindi ascritta al gruppo degli omoteriini, comprendente tigri dai denti a sciabola dai canini moderatamente allungati ("dai denti a scimitarra"). Lokotunjailurus era piuttosto simile al ben noto Homotherium, ma era più piccolo e snello e non possedeva il caratteristico aspetto pendente. Un'altra specie di Lokotunjailurus è stata successivamente ritrovata in terreni coevi del Chad (L. fanonei).

## Paleobiologia
Lokotunjailurus era senza dubbio uno dei più grandi e principali predatori del suo ambiente; è probabile che vivesse in ambienti boschivi ma anche in pianure più aperte, dando la caccia a una quantità di bovidi e di altri mammiferi erbivori, abbondanti nella zona.